# 李吉勛
李吉勛（Lee Gil-hoon，1983年3月6日—），生於南韓，南韓足球運動員，司職進攻中場，現時效力馬來西亞超級足球聯賽球會沙巴。

## 球會生涯
李吉勛生於南韓，於2006年加盟韓職球會水原藍翼，至2007年因服役而轉會軍部球會尚州尚武，直到2008年回歸水原藍翼，其後他在2012年加盟中甲球會瀋陽東進並於各項賽事上陣29場錄得8球，至2013年2月轉會貴州智誠，結果他在7月被解約後來港加盟甲組球會標準流浪，到2013年12月，他經過參與馬甲球會檳城對吉蘭丹的試腳賽後，於2014年1月與檳城簽約加盟，並於1月21日對砂拉越的足總盃時，首度代表檳城上陣，其後再在1月24日主場以3–1戰勝沙巴的聯賽時，首度在聯賽亮相，2月7日，李吉勛於對瑪拉工藝大學的聯賽，取得加盟後的首個入球，結果他在季内錄得15球，但未能幫助檳城升班到馬超聯，
直到2017年1月6日回歸香港與港超聯球會標準灝天簽約，並於5月6日對和富大埔的聯賽，在補時階段憑12碼取得加盟後的首個入球，結果協助灝天以3–3賽和對手。到球季結束後，李吉勛於2017年5月重返馬來西亞與馬超聯球會沙巴簽約，並在對關丹時首度代表沙巴上陣即取得加盟後的首個入球。

## 球會榮譽
檳城
- 馬來西亞甲組聯賽亞軍（2015年）

水原藍翼
- 韓國足協盃冠軍（2009、2010年）
- 韓國足協盃亞軍（2006年）
- 南韓聯賽盃亞軍（2006、2010年）

釜山偶像
- 南韓聯賽盃亞軍（2011年）

## 外部連結
- 香港足球總會網頁球員註冊資料 （页面存档备份，存于）